# Brachionidium
Brachionidium es un género de orquídeas, de la tribu Epidendreae, familia Orchidaceae. Tiene asignadas 72 especies Son nativas de América tropical. Son plantas terrestres y epífitas que a menudo se encuentran en alturas de 1000 a 3000 m s. n. m. en las suelos o sobre los árboles de las selvas nubosas.

## Descripción
Son epífitas pequeñas, con rizoma rastrero, cubierto por vainas tubulares cortas que producen raíces fibrosas; tallos cortos y distanciados entre sí hasta 25 mm, revestidos de vainas imbricadas e infundibuliformes, 1-foliados. Hoja elíptica, 25 mm de largo y 10 mm de ancho, aguda, ápice 3-denticulado; pecíolo corto. Pedúnculo filiforme, 25–30 mm de largo, emergiendo cerca del ápice del tallo, flores grandes, solitarias, con sépalos y pétalos verdosos, labelo purpúreo; sépalo dorsal 12 mm de largo y 8 mm de ancho, cóncavo, con una cauda de 15 mm de largo, los sépalos laterales connados formando una lámina ovada y profundamente cuculada que termina abruptamente en 2 caudas; pétalos 10 mm de largo y 8 mm de ancho, conspicuamente oblicuos, finamente ciliados, con caudas de 7 mm de largo; labelo 3.5 mm de largo, ápice agudo hasta apiculado, con los lados encorvados, con un callo carnoso en el centro basal; columna corta.

## Distribución y hábitat
Brachionidium cuenta con aproximadamente setenta especies de orquídeas miniaturas de hábitos epífitas, creciendo de erectas o reptantes, distribuidas desde Costa Rica hasta el sur de Brasil con una gran concentración en el norte de América del Sur, donde se encuentra en lugares oscuros y saturados de humedad.

## Evolución, filogenia y taxonomía
El género Brachionidium fue propuesto por Lindley en Folia Orchidacea. Brachionidium Fasc. 8 en 1859, la especie tipo es Brachionidium parvifolium, descrita anteriormente por él mismo como Restrepia parvifolia.

## Etimología
El nombre del género deriva del griego βραχίων - brakhiôn brazo, e idion, diminutivo, en referencia a los apéndices de los lados del estigma de sus flores.

## Lista de especies
1. Brachionidium alpestre Luer & R.Vásquez, Monogr. Syst. Bot. Missouri Bot. Gard. 57: 12 (1995).
2. Brachionidium andreettae Luer & Hirtz, Monogr. Syst. Bot. Missouri Bot. Gard. 57: 14 (1995).
3. Brachionidium arethusa Luer, Monogr. Syst. Bot. Missouri Bot. Gard. 57: 16 (1995).
4. Brachionidium ballatrix Luer & Hirtz, Monogr. Syst. Bot. Missouri Bot. Gard. 57: 18 (1995).
5. Brachionidium brachycladum Luer & R.Escobar, Orquideologia 16: 33 (1986).
6. Brachionidium brevicaudatum Rolfe, Trans. Linn. Soc. London, Bot. 6: 59 (1896).
7. Brachionidium calypso Luer, Monogr. Syst. Bot. Missouri Bot. Gard. 57: 24 (1995).
8. Brachionidium capillare Luer & Hirtz, Monogr. Syst. Bot. Missouri Bot. Gard. 57: 26 (1995).
9. Brachionidium ciliolatum Garay, J. Arnold Arbor. 50: 464 (1969).
10. Brachionidium condorense L.Jost, Selbyana 25: 11 (2004).
11. Brachionidium cruzae L.O.Williams, Brittonia 14: 441 (1962).
12. Brachionidium dalstroemii Luer, Lindleyana 1: 170 (1986).
13. Brachionidium deflexum L.Jost, Selbyana 25: 13 (2004).
14. Brachionidium dentatum Luer & Dressler, Monogr. Syst. Bot. Missouri Bot. Gard. 57: 34 (1995).
15. Brachionidium diaphanum Luer & R.Vásquez, Phytologia 55: 175 (1984).
16. Brachionidium dodsonii Luer, Monogr. Syst. Bot. Missouri Bot. Gard. 57: 38 (1995).
17. Brachionidium dressleri Luer, Monogr. Syst. Bot. Missouri Bot. Gard. 57: 40 (1995).
18. Brachionidium ecuadorense Garay, Canad. J. Bot. 34: 731 (1956).
19. Brachionidium elegans Luer & Hirtz, Orchidee (Hamburg) 37: 23 (1986).
20. Brachionidium ephemerum Luer & Hirtz, Monogr. Syst. Bot. Missouri Bot. Gard. 57: 46 (1995).
21. Brachionidium escobarii Luer, Lindleyana 1: 172 (1986).
22. Brachionidium filamentosum Luer & Hirtz, Monogr. Syst. Bot. Missouri Bot. Gard. 57: 50 (1995).
23. Brachionidium folsomii Dressler, Orquideologia 15: 154 (1982).
24. Brachionidium fornicatum Luer & Hirtz, Monogr. Syst. Bot. Missouri Bot. Gard. 57: 54 (1995).
25. Brachionidium furfuraceum Luer, Monogr. Syst. Bot. Missouri Bot. Gard. 57: 56 (1995).
26. Brachionidium galeatum Luer & Hirtz, Monogr. Syst. Bot. Missouri Bot. Gard. 57: 58 (1995).
27. Brachionidium gonzalesiorum Becerra, Arnaldoa 12: 56 (2005).
28. Brachionidium haberi Luer, Monogr. Syst. Bot. Missouri Bot. Gard. 57: 60 (1995).
29. Brachionidium hirtzii Luer, Lindleyana 1: 174 (1986).
30. Brachionidium imperiale Luer & Hirtz ex Harling & L.Andersson, in Fl. Ecuador 76: 97 (2005).
31. Brachionidium ingramii Luer & Dalström, Monogr. Syst. Bot. Missouri Bot. Gard. 61(4): 1 (1996).
32. Brachionidium jesupiae Luer, Monogr. Syst. Bot. Missouri Bot. Gard. 57: 66 (1995).
33. Brachionidium juliani Carnevali & I.Ramírez, Ernstia 39: 6 (1986).
34. Brachionidium kuhniarum Dressler, Orquideologia 15: 157 (1982).
35. Brachionidium lehmannii Luer, Monogr. Syst. Bot. Missouri Bot. Gard. 57: 72 (1995).
36. Brachionidium longicaudatum Ames & C.Schweinf., Bull. Torrey Bot. Club 58: 348 (1931).
37. Brachionidium loxense Luer, Monogr. Syst. Bot. Missouri Bot. Gard. 57: 76 (1995).
38. Brachionidium lucanoideum Luer, Monogr. Syst. Bot. Missouri Bot. Gard. 57: 78 (1995).
39. Brachionidium machupicchuense N.Salinas & Christenson, Orchids 71: 717 (2002).
40. Brachionidium meridense Garay, Canad. J. Bot. 34: 736 (1956).
41. Brachionidium minusculum Luer & Dressler, Monogr. Syst. Bot. Missouri Bot. Gard. 57: 82 (1995).
42. Brachionidium muscosum Luer & R.Vásquez, Phytologia 55: 176 (1984).
43. Brachionidium neblinense Carnevali & I.Ramírez, Ernstia 39: 9 (1986).
44. Brachionidium operosum Luer & Hirtz, Monogr. Syst. Bot. Missouri Bot. Gard. 57: 86 (1995).
45. Brachionidium parvifolium (Lindl.) Lindl., Fol. Orchid. 8: 1 (1859).
46. Brachionidium parvum Cogn., Repert. Spec. Nov. Regni Veg. 6: 307 (1909).
47. Brachionidium peltarion Luer, Monogr. Syst. Bot. Missouri Bot. Gard. 57: 92 (1995).
48. Brachionidium pepe-portillae Luer & Hirtz, Monogr. Syst. Bot. Missouri Bot. Gard. 103: 309 (2005).
49. Brachionidium phalangiferum Garay, Canad. J. Bot. 34: 738 (1956).
50. Brachionidium piuntzae Luer, Monogr. Syst. Bot. Missouri Bot. Gard. 57: 96 (1995).
51. Brachionidium polypodium Luer, Monogr. Syst. Bot. Missouri Bot. Gard. 57: 98 (1995).
52. Brachionidium portillae Luer, Lindleyana 1: 176 (1986).
53. Brachionidium pteroglossum Luer, Phytologia 55: 176 (1984).
54. Brachionidium puraceense Luer, Monogr. Syst. Bot. Missouri Bot. Gard. 57: 104 (1995).
55. Brachionidium pusillum Ames & C.Schweinf., Schedul. Orchid. 10: 52 (1930).
56. Brachionidium quatuor Becerra, Arnaldoa 12: 57 (2005).
57. Brachionidium renzii Luer, Lindleyana 11: 118 (1996).
58. Brachionidium restrepioides (Hoehne) Pabst, Orchid. Bras.: 166 (1975).
59. Brachionidium rugosum Luer & Hirtz, Lindleyana 1: 178 (1986).
60. Brachionidium satyreum Luer, Monogr. Syst. Bot. Missouri Bot. Gard. 57: 112 (1995).
61. Brachionidium serratum Schltr., Repert. Spec. Nov. Regni Veg. 9: 164 (1911).
62. Brachionidium sherringii Rolfe, Bull. Misc. Inform. Kew 1893: 4 (1893).
63. Brachionidium simplex Garay, Canad. J. Bot. 34: 741 (1956).
64. Brachionidium stellare Luer & Hirtz, Monogr. Syst. Bot. Missouri Bot. Gard. 57: 120 (1995).
65. Brachionidium syme-morrisii Luer, Monogr. Syst. Bot. Missouri Bot. Gard. 57: 122 (1995).
66. Brachionidium tetrapetalum (F.Lehm. & Kraenzl.) Schltr., Repert. Spec. Nov. Regni Veg. Beih. 7: 241 (1920).
67. Brachionidium tuberculatum Lindl., Fol. Orchid. 8: 6 (1859).
68. Brachionidium uxorium Luer & R.Vásquez, Monogr. Syst. Bot. Missouri Bot. Gard. 57: 130 (1995).
69. Brachionidium valerioi Ames & C.Schweinf., Schedul. Orchid. 10: 53 (1930).
70. Brachionidium vasquezii Luer, Phytologia 55: 177 (1984).
71. Brachionidium yanachagaensis Becerra, Arnaldoa 12: 56 (2005).
72. Brachionidium zunagense Luer & Hirtz, Monogr. Syst. Bot. Missouri Bot. Gard. 57: 136 (1995).